# Магнітоальбом

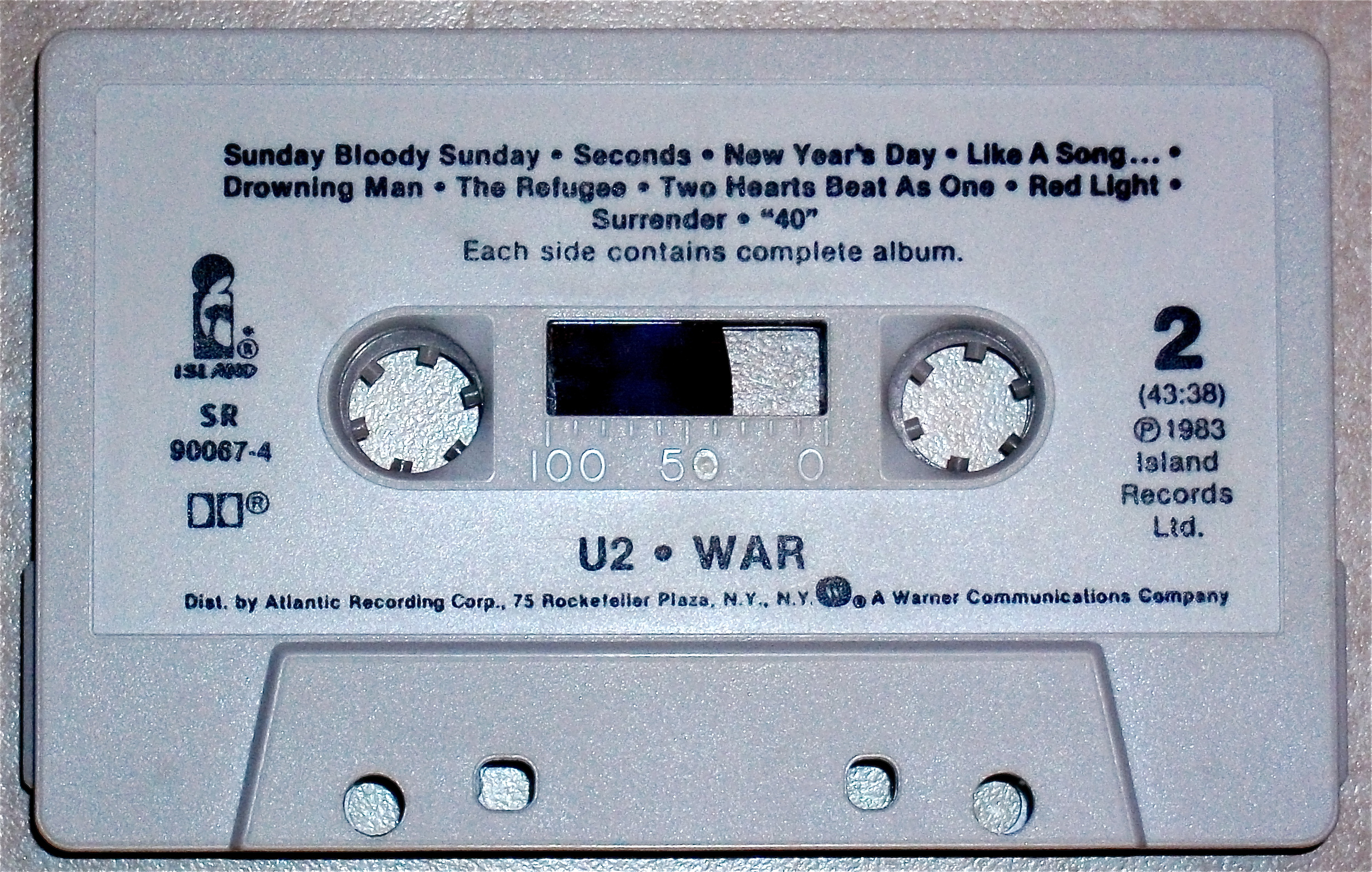

Магнітоальбом (від магнітофонний альбом) — музичний альбом, аматорськи або професійно випущений на магнітофонній стрічці.

## Історія
Практика випуску магнітоальбомів існувала в (як і в ряді інших країн), починаючи з 1960-х рр. Такий формат дозволяв радянським музикантам і їх дистриб'юторам обходити монополію всесоюзної фірми грамзапису «Мелодія» і досить дешево видавати власну музичну продукцію, яка потім тиражувалася з плівки на плівку аудіолюбителями.

## Магніто-сингл
Ще більш популярними в кінці 1980-х були «магніто-сингли». На стандартну компакт-касету з часом звучання 6-7 хвилин записувалася одна пісня з наклейкою назви (переважно хіт), яку продавали в кіосках і на вуличних лотках за ціну, доступну кожному школяреві.

## Магнітоальбом
Перші магнітоальбоми представляли собою збірники аматорськи записаних пісень, як правило, артистів авторської пісні. З розвитком радянської рок-музики стали з'являтися перші рок-альбоми, які через відсутність інтересу з боку «Мелодії», стали саморобно видаватися на магнітофонних плівках. Незабаром такі магнітоальбоми стали оформляти за подобою обкладинок справжніх грамплатівок.
Зрозуміло, ніякого авторського права не дотримувалися.
Формально ера магнітоальбомів закінчилася в кінці 1980-х рр., Коли ослаб ідеологічний контроль над «Мелодією», істотно збільшила випуск альбомів рок-музики; тим не менш, цей формат пережив 1990-ті рр., ставши стартовим майданчиком для багатьох початківців музикантів (тим більше, що індустрія грамплатівок стала згасати, а технологія компакт-дисків ще не завоювала масовий ринок).
Варто відзначити, що магнітоальбоми не були виключно феноменом СРСР. Наприклад, у Великій Британії в кінці 1970-х рр. в рамках руху «Все сам» було безліч альбомів, які видавалися виключно на аудіокасетах саморобним чином.
- Примітно, що в рамках руху «Все сам», авторські права строго дотримувалися, на відміну від російської «піратської» дистрибуції.